# الأسطورة أونلاين
| Legend Online Arabic    |                |
| الأسطورة اونلاين        |                |
| لعبة متصفح              | نوعية اللعبة   |
| شركة سفن رود للألعاب    | الشركة المطورة |
| شركة اوسيس جميز للألعاب | الشركة الناشرة |
| النسخة 5.2              | رقم النسخة     |
| Adobe Flash Player      | محرك اللعبة    |
| MMORPG                  | نمط اللعبة     |
| الأعمار 14 سنة وأعلى    | الفئة العمرية  |

الأسطورة اونلاين (بالأنجليزية Legend Online)  (بالصينية 神曲) هي عبارة عن لعبة تقمص ادوار جماعية على الأنترنت ويسمى النمط الخاص بها بنمط MMORPG، من إنتاج شركة 	7ROAD
ونشر شركة OASIS GAMES LIMITED وهي عبارة عن لعبة متصفح تم ترجمتها إلى العديد من اللغات حول العالم تم إطلاقها باللغة العربية في 19 سبتمبر 2014 ،وهي لعبة ذات شعبية كبيرة في جميع انحاء العالم ولقد حلت هذه اللعبة ضمن أفضل 20 لعبة في موقع فيسبوك في العام 2012  وبحسب الموقع الرسمي فإن خلفية هذه اللعبة مستمدة من الأساطير العالمية المتنوعة حيث تم دمجها في بوتقة واحدة وتم إنشاء عالم افتراضي تم تسميته بقارة غايا والتي تتعرض للغزو الشيطاني المخيف وتنتظر الخلاص من البطل الذي يتقمص دورة اللاعب، اللعبة مجانية ولكن يستطيع اللاعبون شحن الألماس لتسريع نمو البطل الخاص بهم وللحصول على القدرات القتالية الخارقة .

## قصة اللعبة
قبل الآلاف السنين، قام جاليوس وجنودة من فيالق الهاوية المسحورة بشن هجومهم الكاسح على الإنسان المتمثل في إمبراطورية يامان القائمة في قارة غايا، وبعد الحرب الدامية التي امتدت للعديد من السنين، تحولت العديد من الغابات والأماكن الجميلة إلى صحراء قاحلة، ولقد خسرت الإنسانية الكثير والكثير من أبنائها في هذه الحرب، ولكن المبارز اكورد قرر ان يجمع من يستطيع من الرجال وان يذهب إلى الهاوية ويتخلص من سيد الشياطين جاليوس، ودخل في معركة عظيمة مع المتوحش جاليوس، ولكن في النهاية اختفى جاليوس واختفى اكورد .
في النهاية عادت الوحوش مرة أخرى لتحكم قارة غايا وتستعبد البشر، وتنتظر البشرية في هذا العالم الافتراضي اللاعب ليكون المخلص والمنقذ للبشرية .

## مكونات اللعبة
تحتوي اللعبة على نظائر فردية ونظائر جماعية، النظائر الفردية : هي المراحل التي يقوم اللاعب باللعب فيها بشكل فردي مستخدما الشخصية الخاصة به . النظائر الجماعية : هي النظائر التي يقوم اللاعب باللعب من خلالها مع اللاعبين الآخرين، وهي متعددة ومتنوعة، هناك نظائر لها علاقة بقصة اللعبة وتطوير المستوى، وهناك نظائر يقوم اللاعبين فيها بالتنافس فيما بينهم .
تتكون اللعبة من مدينتين ： المدينة الأرضية وهي مدينة خاصة باللاعب يقوم بتطويرها، ومدينة سماوية يلتقي من خلالها اللاعب باللاعبين الآخرين وتعد المدينة السماوية هي البعد الاجتماعي الأهم . 

## المدينة الأرضية
وتحتوي على : قاعة الشؤون الداخلية : وهي المبنى الأساسي والرئيسي في اللعبة ويتوجب ان يتم ترقيتها أولا قبل ترقية بقية المباني الأخرى . السكن : وهو المكان الخاص بسكان المدينة التي تحكمها عدد السكان يؤثر على الثكنة، حيث أن الثكنة تتطلب وجود عدد معين من السكان . المستودع : يتم تخزين الذهب الخاص بك في المستودع . الثكنة : هي عبارة المكان الذي تستطيع من خلالة القيام بتجنيد الجنود الخاصة بك، كلما ارتفع مستوى الثكنة كلما حصلت على مستويات اقوى من الجنود . مدرسة السحر : هي عبارة عن المكان الذي تستطيع من خلالة تعلم الكثير من المهارات التي تساعد في تقويتك داخل اللعبة . الشجرة المقدسة العتيقة : تحتوي على المزرعة وعلى الشجرة التي تعطيك الطاقة التي تحتاج إليها في دراسة المهارات في مدرسة السحر . المتاهة السفلية : هي عبارة عن حفرة تحتوي على 100 طبقة أسفل الأرض، تقوم من خلالها بقتال الوحوش والحصول على المكاسب والكنوز .

## المدينة السماوية
يمكن للاعب من خلال المدينة السماوية مشاهدة جميع اللاعبين الموجودين في السيرفر الخاص به، وهي تحتوي على الكثير من طرق اللعب المهمة وهي على النحو التالي : 
بوابة الأبطال : هي عبارة عن مكان يقوم فيها اللاعبون بتشكيل فريق والدخول إلى غرفة يقومون بإنشائها ثم يتجهون لتحدي إحدى النظائر الموجودة والمتاحة بحسب المستويات الخاصة بهم .
قاعة المنافسات الرياضية : تحتوي على نوعين من المنافسة، منافسة فردية (تحدي) وهذه المنافسة يقوم فيها اللاعب بتحدي اللاعبين الآخرين حتى لو كانوا غير متصلين بالشبكة لتحسين ترتيب اللاعب في السيرفر، منافسة جماعية (حلبة المنافسة) حيث يقوم اللاعبون بتكوين فريق وتحدي فرق أخرى متصلة بالشبكة، يحصل جميع اللاعبين المشاركين في المنافسات على الجوائز الخاصة باللعبة ولكن الطرف الخاسر في العادة تكون الجوائز الخاصة به في العادة اقل من جوائز الطرف الفائز .
متجر المدينة الخارجي:وهو المتجر الذي يقوم من خلالة بالتبديل بالنقاط وشراء المعدات اللازمة لتقوية الشخصية الخاصة به .
حرب الدبابات:وهي عبارة عن منافسات على شكل حروب دبابات تقوم بين اللاعبين ويتحصل منها اللاعبون على الكثير والكثير من الأدوات والتمائم التي تساهم في رفع القدرة القتالية الخاصة باللاعب.
خاصية الزواج:وهي خاصية تتيح للاعب البحث عن شريكة الآخر ومن خلال الزواج ترتفع القدرة القتالية للطرفين وتكون هناك بعض المهام المشتركة بين الزوجين، كما أن توجد قاعة للزفاف وعربة للزفاف أيضا .
كما أن المدينة السماوية تحتوي على العديد من الأماكن الأخرى والتي يمكن للاعب من خلالها تطوير قدراته ليصبح رقما صعبا في السيرفر .

## طريقة اللعب
تقوم طريقة اللعب في الأسطورة اونلاين في البداية على اختيار إحدى الوظائف المتاحة في اللعبة : محارب أو رامي أو ساحر، ومن ثم يقوم اللاعب باختيار نوعية الجنس الخاص بالشخصية التي اختارها ، بعد ذلك يبدأ اللاعب في تقوية المدينة الخاصة به، وفي نفس الوقت يقوم بتقوية نفسة للحصول على اقصى مقدار من القدرة القتالية .
وكما اسلفنا فإن هناك مدينتين في اللعبة، الأولى هي المدينة الأرضية الخاصة بالبطل، والثانية هي المدينة السماوية حيث يستطيع اللاعب من خلالها مشاهدة جميع اللاعبين المتصلين في السيرفر، كما أن هناك نوعين من النظائر في اللعبة، النظائر الفردية : هي النظائر التي يلعب من خلالها اللاعب في قصة اللعبة ويحصل على الكثير من المكاسب والأدوات والمعدات التي تساعد في رفع القدرة القتالية الخاصة به .
النظائر الجماعية : هي النظائر التي يستطيع اللاعب من خلالها تكوين فريق مع اللاعبين الآخرين سواء لتحدي بعض مراحل اللعبة أو لتحدي اللاعبين الآخرين في اللعبة .
المزرعة : المزرعة الخاصة باللاعب يمكنه من خلالها القيام بزراعة المحاصيل التي تساعد في تقوية اللاعب، كما أن اللاعب يستطيع تربية الحيونات وإقامة الولائم ودعوة اللاعبين المتصلين الآخرين للمشاركة فيها .
الاتحاد: وهو عبارة عن رابطة يكون لها رئيس من اللاعبين ومدراء واعضاء يستطيعون من خلال الاتحاد تقوية المهارات الخاصة بهم وكذلك القدرة القتالية.
ساحة حروب السيرفرات العابرة : يستطيع اللاعب اللعب في هذه الساحة عند وصول المستوى الخاص به إلى المستوى 30 وهذه الساحة مقسمة إلى 5 مستويات، بحيث تتواجه المستويات المتقاربة مع بعضها البعض .
نظام المرافقين : نظام المرافقين هو عبارة عن شخصيات خارقة يقوم اللاعبين بتقويتها واستخدامها في ساحة المعركة، المرافقين يساهمون بشكل كبير في رفع القدرة القتالية الإجمالية للبطل الخاص بك .

## أهم المعارك في اللعبة
BOSS العالم  : وتعني في اللغة العربية زعيم العالم، تحتوي هذه المعارك على وحوش اسطورية كبيرة ولديها كمية كبيرة من الدماء، يتم فتحها بشكل يومي ويقوم جميع اللاعبين الموجودين في السيرفر بالدخول وتحدي هذا الوحش، ويحصل الثلاثة أصحاب الترتيب الأول على جوائز رائعة، وكذلك فإن صاحب الضربة القاضية «الأخيرة» يحصل أيضا على جائزة متميزة.
معارك الاتحاد العابرة للسيرفرات1: هي عبارة عن معارك تقوم بين الإتحادات المختلفة في اللعبة، من خلال هذه المعارك يقوم رئيس الاتحاد باختيار اقوى الأعضاء الموجودين في الاتحاد الخاص به ومن ثم يكون هناك وقت معين للمعركة، في حالة عدم حضور أي فريق في الوقت المحدد فإنه يخسر المعركة.
معارك الأسياد : هي المعارك التي يتم من خلالها تحديد اقوى محارب واقوى رامي واقوى ساحر في جميع السيرفرات، حيث يتم تنظيم هذه البطولة بشكل دوري وتشارك فيها جميع السيرفرات وهي من اقوى طرق اللعب الموجودة في اللعبة .
معارك العمالقة:وهي عبارة عن معارك عابرة للسيرفرات، أي تشترك فيها جميع السيرفرات ويقوم اللاعبين بتكوين فريق من 4 أشخاص، ويواجه كل فريق في التصفيات المؤهلة للنهائيات 15 معركة مع فرق أخرى، ومن ثم يتأهل الأقوى إلى التصفيات النهائية، في النهاية سيكون هناك فريق واحد فقط من يحمل صفة البطل في نهاية هذه المعركة.
النظير العابر للسيرفرات: وهو عبارة عن مرحلة جماعية يقوم من خلالها اللاعبون بتكوين فريق والقيام بتحدي الشخصيات الموجودة في اللعبة، ولدى هذا النظير ثلاث مستويات من الصعوبات، صعوبة الجحيم تتطلب امتلاك اللاعب لقدرة قتالية عالية من أجل الفوز .